# Автодорога P1 (Латвия)
P1 (Ри́га — Ца́рникава — А́дажи) — региональная автомобильная дорога в Латвии, между Ригой и краевыми центрами Царникава и Адажи. Соединяет центр города, его Северный район и пригородные населённые пункты на берегу Рижского залива с автодорогой A1 около Адажи. Общая длина маршрута, по данным на 2017 год, составляет 32,3 км, в том числе в черте города Риги — 15,3 км; участки вне городов — 16,5 км; участки, совпадающие с другими маршрутами — 0,5 км.

## Трасса автодороги
Автодорога P1 начинается от Привокзальной площади в Риге, проходит по улице Меркеля, бульвару Калпака, улице Пулквежа Бриежа, Ганибу дамбис, улице Тилта, проспекту Виестура, улице Милгравья и Яунциема гатве, от которой ответвляется на север и выходит за городскую черту. Далее проходит через населённые пункты Калнгале, Гарциемс, Гарупе и Царникава, поворачивает на юг и сливается с автодорогой A1 (E 67) близ Адажи.
Трасса автодороги P1 три раза пересекает железнодорожную линию Земитаны — Скулте и три раза — реку Ланга.

На мосту канала "Милгравис" расположена, единственная в Латвии - реверсивное движение.

## Ограничения движения
С 22 августа до 1 сентября 2013 года движение по автодороге было ограничено в связи с проведением ремонтных работ.
11 мая 2017 года Государственное акционерное общество «Latvijas Valsts ceļi» начало восстановление асфальтового покрытия автодороги P1 на 5-километровом участке от Яунциема гатве до железнодорожного переезда перед Гарциемсом.

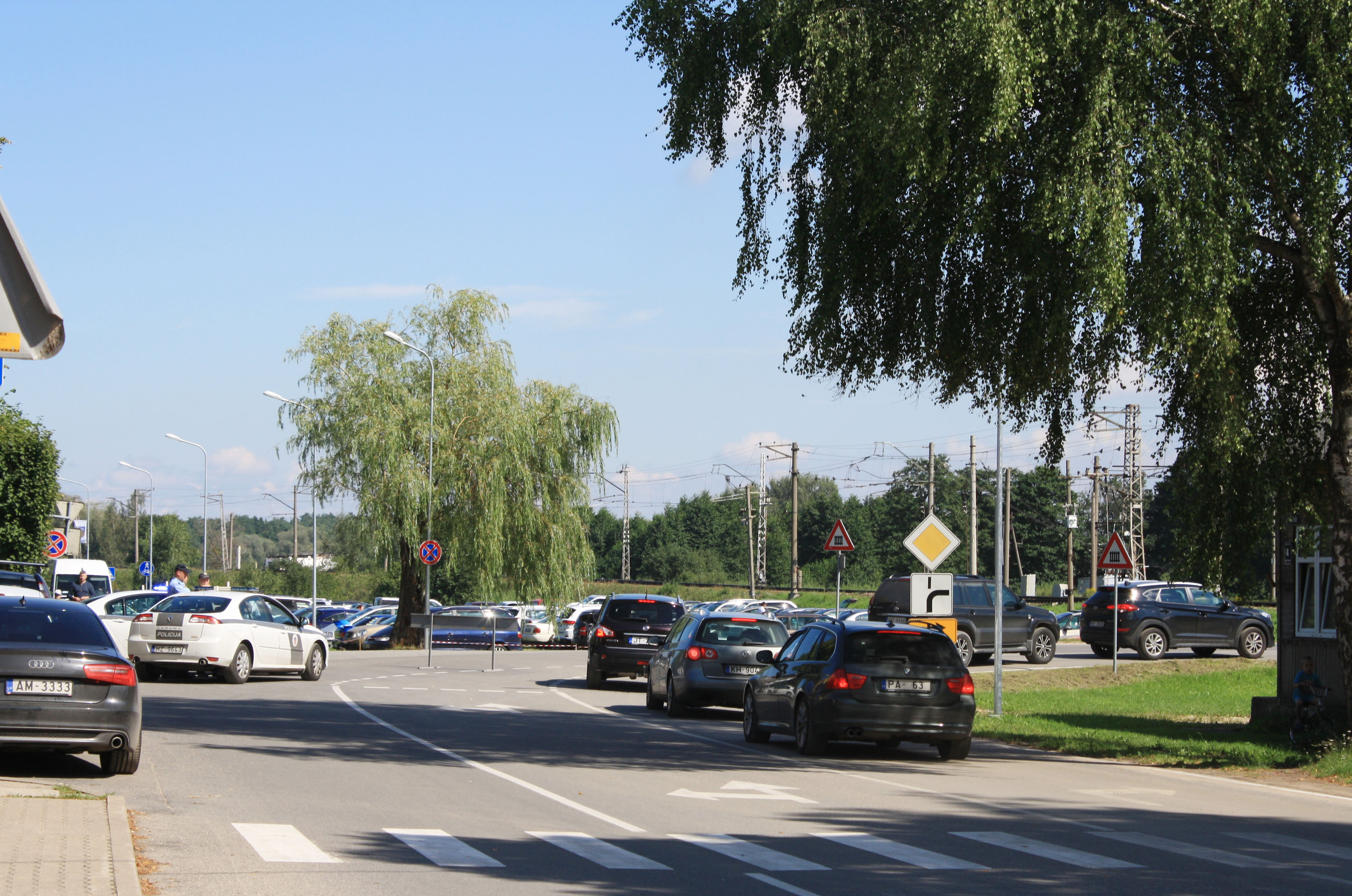
Государственная полиция дежурит на автодороге во время праздника царникавской миноги

Движение по автодороге P1 в Царникаве и её окрестностях бывает ограничено в связи с проведением ежегодного праздника царникавской миноги.